# Pfauen-Stachelaal
Der Pfauen-Stachelaal (Macrognathus siamensis) kommt in Thailand im Mekong, Mae Nam Chao Phraya (Chao-Phraya-Fluss) und anderen Flüssen vor.

## Merkmale
Die Fische haben eine aalähnliche, seitlich aber abgeflachte Gestalt und werden 30 cm lang. Rücken-, Schwanz- und Afterflosse sind nicht zusammengewachsen. Die Rückenflosse wird von 13 bis 19 Stachelstrahlen und 53 Weichstrahlen gestützt. Bei der Afterflosse sind es 49 Weichstrahlen. Die Anzahl der Wirbel liegt bei 75. Im hinteren Bereich der Rückenflossenbasis befinden sich drei bis sechs auffällige Augenflecke. Sie sind weitaus größer als bei Macrognathus aral. Macrognathus siamensis fehlen die feinen Streifen von M. aral und M. meklongensis.

## Lebensweise
Pfauen-Stachelaale leben auf dem Boden langsam fließender oder stehender Gewässer und gehen auch in überschwemmte Wälder und Felder. Sie verstecken sich tagsüber oft im sandigen Bodengrund, so dass nur noch der Kopf herausschaut. Sie ernähren sich von Insektenlarven, Krebstieren und Würmern und werden zum menschlichen Verzehr oder als Aquarienfische vom Menschen gefangen.